# Gonodonta aequalis
Gonodonta aequalis là một loài bướm đêm trong họ Noctuidae.